# Blanka Namurská

Blanka Namurská na portrétu neznámého malíře z 19. století

Blanka de Namur (1318/1320, Namur – 1363, Kodaň) byla jako manželka švédského a norského krále Magnuse Erikssona norskou královnou v letech 1336–1355 a švédskou královnou od roku 1336 do své smrti.

## Biografie

### Původ, mládí
Narodila se jako dcera namurského markraběte Jana I. a jeho manželky Marie z Artois. Své mládí strávila na zámku Wynendaele, rezidenci flanderských hrabat, kde se jí dostalo královského vychování, podobně jako její matce, příbuzné francouzského krále Ludvíka VIII.

### Manželství, potomci
V roce 1335 se provdala za norského a švédského krále Magnuse Erikssona a následujícího roku byla korunována švédskou a norskou královnou.
Z manželství Blanky a krále Magnuse Erikssona se narodili dva synové:
1. Erik (1339 – 21. června 1359); spolukrál Švédska (1356–1359), zemřel pravděpodobně na mor, ⚭ 1355 Beatrix Bavorská (1344–1359)
2. Haakon (1340–1380); norský král (1355–1380); spolukrál Švédska (1362–1364), ⚭ 1363 Markéta I. Dánská (1353–1412), regentka Dánska, Norska a Švédska

### Královna

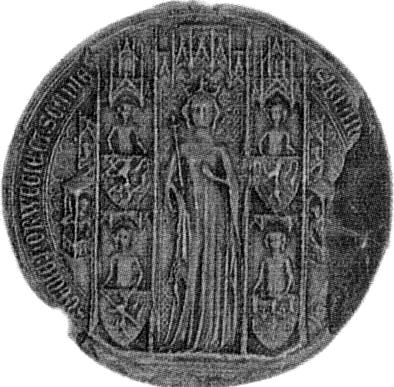
Pečeť královny Blanky Namurské

Mezi ženami v nejbližším Blančině okruhu na švédském královském dvoře byla svatá Brigita, která byla Blančinou rádkyní v duchovních záležitostech. Úzké vztahy mezi Brigitou a královnou se odrazily v podpoře, kterou královský pár poskytl světici při zakládání jejího řeholního řádu. (Nicméně, přesto později Brigita obvinila krále z homosexuality a královnu z cizoložství.)
Podle historických pramenů byla Blanka pověstná mimořádnou krásou a vynikajícím intelektem a byla opěvována řadou osob. Byla však také označována za zodpovědnou za smrt svého vlastního syna
Erika Magnussona, jehož prý dala otrávit. Vztahy mezi Erikem a jeho rodiči vzaly za své, když se syn v roce 1356 rozhodl pozvednout zbraně proti vládě svého otce, což způsobilo, že Blanka a Magnus byli na stálém útěku. Ke smíření došlo v roce 1359, nedlouho poté však Erik zemřel, zemřela i jeho manželka Beatrix Bavorská. Fáma o otravě má zřejmě původ ve výroku samotného Erika, který údajně na smrtelném loži obvinil svou matku ze zločinu; současní historikové se však kloní k názoru, že příčinou smrti mohl být mor, který v té době ve Švédsku řádil.
Další rozšířená fáma se zakládala na předpokládaném románku královny a vévody Bengta Algotssona, jednoho z oblíbenců krále Magnuse. Fámy proti královně zřejmě měly ospravedlnit spiknutí šlechty proti nepopulární vládě Magnusově a rozhodnutí nahradit jej na trůně Albrechtem Meklenburským.

### Smrt
Blanka odjela spolu se svým manželem do Dánska na svatbu svého druhého syna Haakona s dánskou princeznou Markétou, dcerou krále Valdemara Atterdaga. Během oslav Blanka nečekaně onemocněla a náhle zemřela, stejně jako dánský princ následník Kryštof. Údajně šlo o otravu (prostřednictvím nápoje), kterou měl proti švédskému královskému páru zosnovat sám Valdemar a která ho nakonec stála život vlastního syna. Král Magnus údajně rovněž onemocněl, byl však zachráněn svým lékařem.
Blanka byla pochována v dánském Ringstedu v kostele sv. Bendta.

## Odkaz -"Rida, rida, ranka"
V severských zemích je velmi oblíbená dětská píseň Rida, rida, ranka, jež pravděpodobně pojednává o královně Blance. Rodiče ji zpívají svým malým dětem, houpajíce je na nohou.
Je mnoho názorů, spekulací a hypotéz o původu písně. Skladatel Zacharias Topelius napsal o jejím původu článek, kde Blanka píseň zpívá svému malému synkovi Haakonovi. Tímto článkem se inspiroval malíř Albert Edelfelt při tvorbě svého obrazu Královna Blanka.
Existuje řada verzí této písně; níže uvedená náleží k nejrozšířenějším:
| Švédská verze Rida rida Ranka hästen heter Blanka Vart ska vi rida? Till en liten piga Vad kan hon heta? Jungfru Margareta den tjocka och den feta | Norská verze Ride ride Ranka hästen heter Blanka Vart skal vi rida? Till en liten piga å fria Va ska hon heta? Jumfru Margareta | Český překlad Jeď, jeď, koníčku, kůň se jmenuje Blanka, Kam pojedeme? Tam, kde je chůva Jak se asi jmenuje? Mladá Margareta tlustá a tučná |